# 廣德市博物館
30°53′13.1″N 119°25′34.2″E / 30.886972°N 119.426167°E
廣德市博物館是安徽省廣德市的博物館，2009年10月1日对外开放，位于桃州镇桐汭西路的廣德市体育中心内與廣德市青少年活动中心共用的大樓的三楼，建筑面积1900平方米，陈列展览面积800平方米，分2个展厅，截至2013年共有藏品1300余件，其中中国国家一级文物13件，二级文物25件，三级文物230件。